# Douchi
Douchi (mand. 豆豉, pinyin: dòuchǐ) – sfermentowana czarna fasola, chiński pikantny dodatek do dań wywodzący się z kuchni syczuańskiej, obecnie używany na całym świecie do dań kuchni azjatyckich.
Ziarna najpierw zaszczepia odpowiednim gatunkiem pleśni (Aspergillus, np. Aspergillus egypticus do wytwarzania koji) lub bakterii (głównie Tajwan), soli, gotuje na parze, schładza, a następnie pozostawia do sfermentowania i przesuszenia. Podczas procesu (około sześć miesięcy) rozkładane jest białko z ziaren, które łączy się z sodem z soli, tworząc naturalnie glutaminian sodu. Potrawa ma bardzo starą proweniencję. W latach 70. XX wieku archeolodzy odnaleźli ślady douchi w zapieczętowanym chińskim grobowcu z 165 r. p.n.e., co czyni dodatek najstarszym znanym produktem strączkowym na świecie.
Obecnie w restauracjach serwuje się m.in. dim sum z małych kawałków żeberek wieprzowych gotowanych są na parze z douchi. W przeciętnym chińskim gospodarstwie domowym douchi nakłada się łyżką na rybę, a następnie delikatnie gotuje na parze z małą ilością imbiru i czosnku. W amerykańsko-chińskich restauracjach douchi jest smażone z kurczakiem i papryką, natomiast w tajwańskich i hongkońskich wrzuca się je do gorącego woka ze świeżymi małżami, winem i odrobiną chili. W południowych prowincjach Chin douchi wytwarza się na dużą skalę w domach.
Proces przygotowania douchi jest podobny do sporządzania pasty miso, jednak w przypadku douchi ziarna pozostają całe – nie są zgniatane.

## Galeria

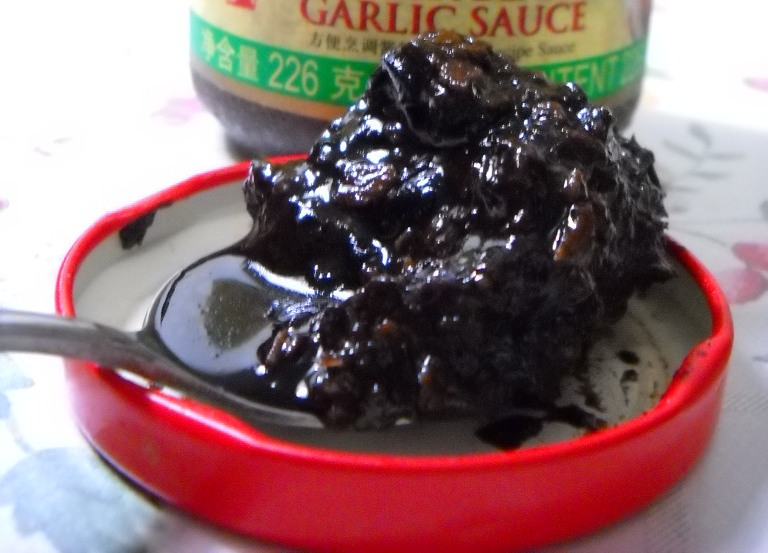
Fabryczne douchi z sosem czosnkowym
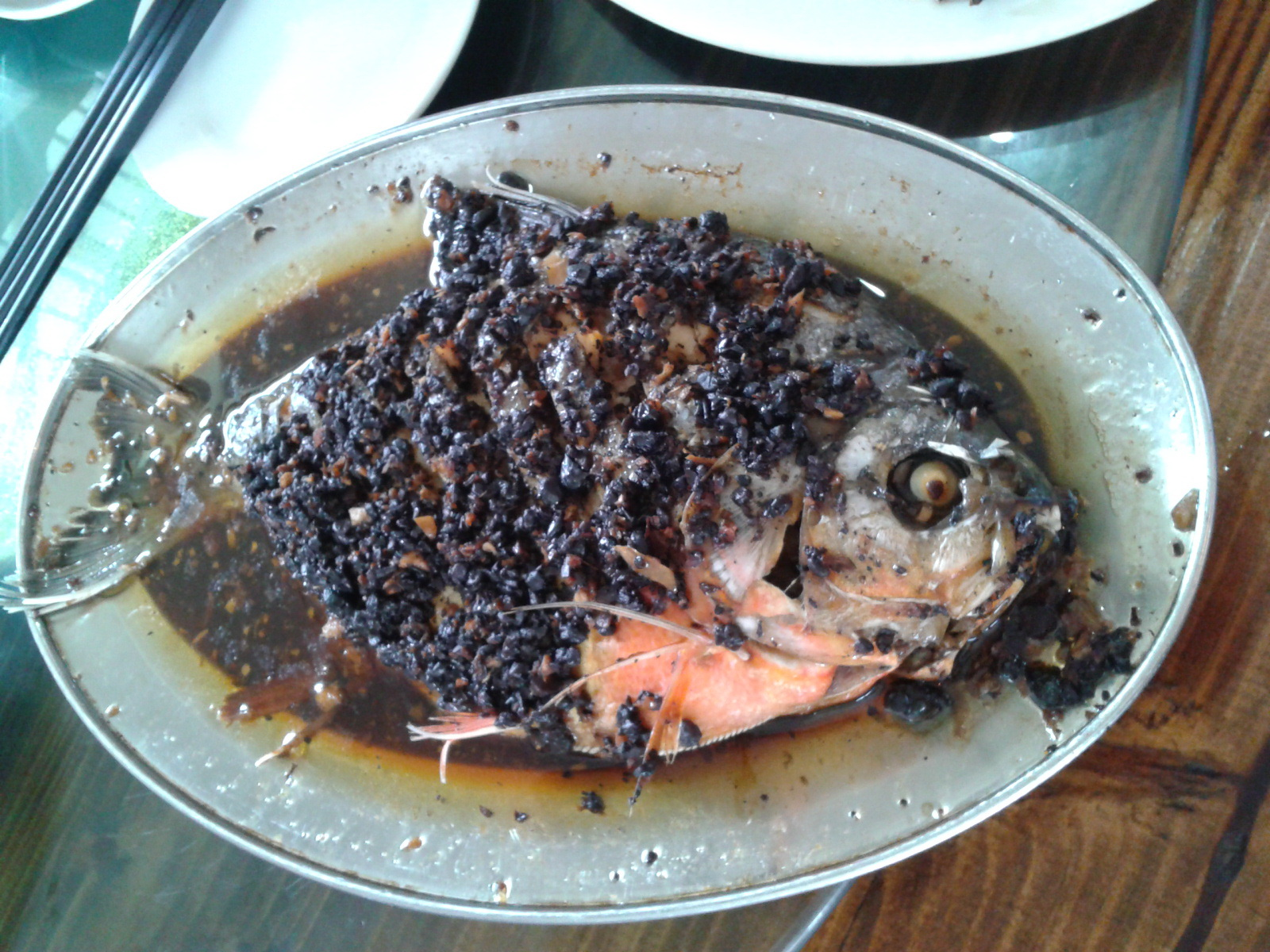
Ryba z douchi
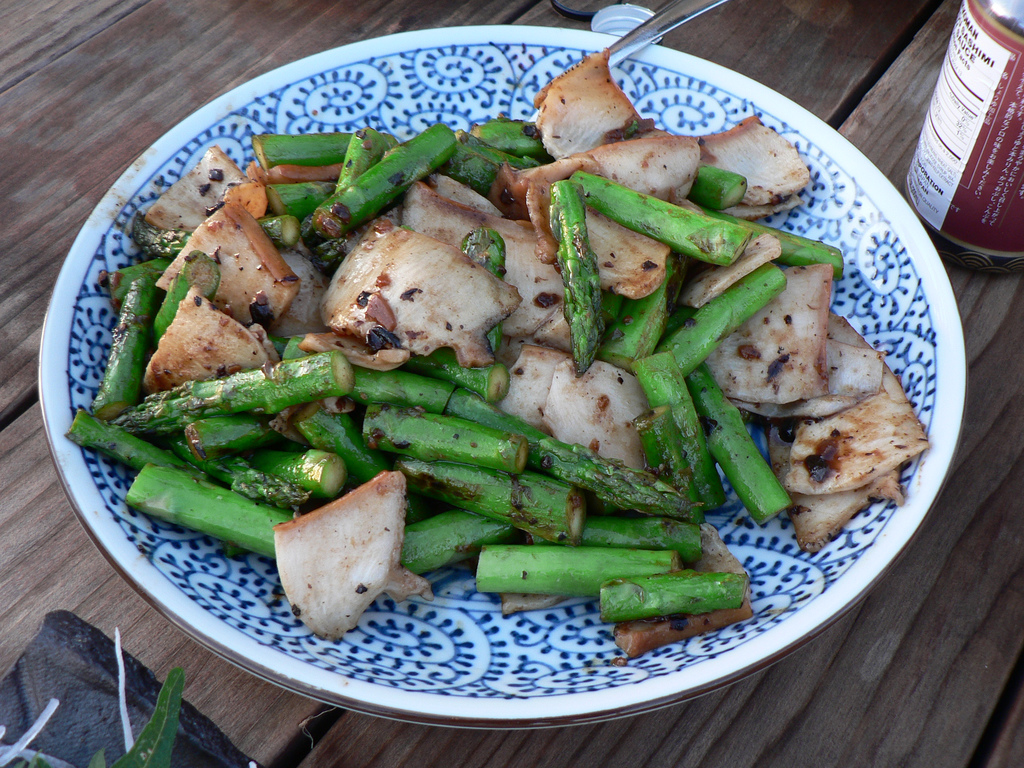
Mięso z sosem douchi i szparagami